# Kavkasko bojište (Prvi svjetski rat)
Kavkasko bojište je bojište Prvog svjetskog rata na kojem su se sukobljavale vojne snage Rusije i Osmanskog Carstva. Početni ruski uspjesi na toj bojišnici, pali su kasnije u vodu zbog Oktobarske revolucije i Ruskog građanskog rata, nakon rasula ruske vojske koja je uslijedila nakon toga, Turska je povratila sve teritorije koje je izgubila u prethodnom ratu.

## Pozadina sukoba
Ovaj sukob je bio samo dio Prvog svjetskog rata, a Osmansko Carstvo stalo je na stranu Centralnih sila. Ono je 2. kolovoza 1914. godine potpisala ugovor o savezništvu s Njemačkim Carstvom, ubrzo iza toga proglašena je mobilizacija. Ali je gotovo istovremeno objavilo i Deklaraciju o neutralnosti.
Dobar dio članova osmanske vlade, uključujući i velikog vezira, nije bio sklon ulasku zemlje u rat. Sve dileme razbio je ministar rata Enver paša, koji je pod utjecajem njemačkih savjetnika započeo rat bez suglasnosti ostalih članova vlade, stavljajući zemlju pred svršen čin. Naime 29. i 30. listopada 1914. osmanska flota bombardirala je ruske crnomorske luke Sevastopolj, Odesu, Feodosiju i Novorosijsk. Carska Rusija objavila je 2. studenog 1914. rat Osmanskom Carstvu a 5. i 6. studenoga to su učinile Britanija i Francuska. Tako su otpočele i bitke na Kavkazu.
Glavni cilj Osmanskog Carstva bila je želja da povrati teritorije (Ardahan, Kars i Batumi u istočnoj Anatoliji) izgubljene u prethodnom ratu s Rusijom iz 1877. – 1878. Taj plan prodora na Kavkaz, dopao se i njemačkim saveznicima, jer bi se time odteretile bojišnice prema Poljskoj i Galiciji, a na taj način bi bilo lakše 
ostvariti glavni njemački strategijski cilj u Prvom svjetskom ratu, – odsjeći Rusima pristup do kaspijskih izvora nafte.
Za Rusiju je Kavkaska bojišnica, bila druga po važnosti, odmah iza istočne (zapadne s ruske strane), na kojoj je bilo najviše ruskih vojnika i snaga.
Rusi su snažno podupirali Armenski pokret za nacionalno oslobođenje, koji je nastojao uspostaviti prvu Armensku republiku dobrim dijelom na ozemlju Turske u istočnoj Anatoliji.

## Snage
Osmansko Carstvo imalo je na tom području 3. armiju, sa 100.000 do 190.000 vojnika. U cilju da jačanja svojih pozicija 1916. osnovali su na istoj bojišnici i 2. armiju. Glavna slabost osmanske vojske bila je slaba opremljenost (osobito za zimske uvjete ratovanja) i slab zapovjedni kadar.
Ruska vojska je u početku imala 100.000 vojnika, službeno pod zapovjedništom generala Ilariona Voroncova-Daškova. Pravi je zapovjednik zapravo bio Nikolaj Judenič, jedan od najsposobnijih ruskih generala u Prvom svjetskom ratu. Zbog brojnih poraza u bitkama na svom zapadnom frontu protiv Centralnih sila, Rusi su prebacili dobar dio ljudstva s Kavkaza na zapadna bojišta, tako da im je Kavkazu ostalo samo oko 60.000 vojnika.
Armenci koji su živjeli u sklopu Osmanskog Carstva, gledali su s otvorenim simpatijama na Ruse. U ljeto 1914., osnovane su armenske dobrovoljačke jedinice (snage 20 000 ljudi) u okviru ruskih oružanih snaga. Tim snagama zapovjedali su Armenci; Andranik Toros Ozanian, Drastamat Kanajan, Aršak Gafavian i Sargis Mehrabjan. U zapovjedništvo je ušao i dojučerašnji osmanski časnik Karekin Bastermadjian (Armen Karo). Isprva su ove snage imale oko 20.000 ljudi, ali kako se sukob intenzivirao i broj ljudi je rastao. Judenič je na prijelazu 1916., odlučio je potpuno spojiti te jedinice s ruskim jedinicama na Kavkazu ili ih potpuno raspustiti.
Armenski pokret za nacionalno oslobođenje osnovao je Armenske fedajine (armenski: Ֆէտայի) to su bile uglavnom gerilske-partizanske jedinice. Ove jedinice uglavnom su djelovale oko jezera Van do grada Erzincana.
Nakon proglašenja Demokratske republike Armenije zapovjednik svih armenskih snaga postao je Tovmas Nazarbekian. U Kavkaskim borbama sudjelovale su i kurdske milicije i to na obadvije strane bojišnice, i na turskoj i ruskoj strani.

## Ratna zbivanja

### 1914.
Zbog malobrojnih snaga Voroncov je planirao povući rusku vojsku u Kars i od tamo se braniti, protiv nadirućih jedinica Enver paše. General Judenič nije poslušao Voroncova, nego je ostao u Sarikamišu. U Bitci kod Sarikamiša (29. prosinca 1914. – 2. siječnja 1915.) osmanska vojska pretrpjela je teški poraz, pa se povukla u neredu, bitku je preživjelo samo 18.000 turskih vojnika. Enver paša je zbog toga poraza podnio ostavku na mjesto zapovjednika vojske, a Armence označio kao glavne krivce svog poraza. Već u veljači je naredio da se razoružaju svi Armenci u turskoj vojsci. Nakon toga kao označeni kao nepovjerljivi, te poslati u radne logore, gde su mnogi od njih pobijeni. Time je započeo genocid nad Armencima. Istovremeno kada je vojska Envera paše je krenula prema Karsu i u susret katastrofi kod Sarikamiša, mala osmanska vojska je krenula od jezera Van prema sjevernom Iranu. Ne naišavši na ikakav ozbiljniji otpor uspjeli su zauzeti sjevernoiranski grad Tabriz. Nakon tog iznenadnog prodora i Rusi i Britanci poslali su svoje snage u sjeverni Iran i odatle istjerali tu tursku vojsku.

### 1915.
General Judenič je nakon pobjede kod Sarikamiša doživio mnoge pohvale te je i službeno postao zapovjednik ruske vojske na Kavkazu. Započeo je ofanzivu na turski teritorij prema jezeru Van u turskom dijelu Armenije. Rusi su se nadali da će dobiti veliku podporu lokalnog armenskog stanovništva. Kako su se Rusi bližili, tako su se Armenci dizali, tako je 20. travnja izbio ustanak Armenaca protiv osmanske vlasti u gradu Van. Armenci su se uspjeli održati gotovo mjesec dana protiv nadmoćne turske vojske. Ali nakon toga su mnogi Armenci izbjegli u strahu od turske odmazde. Rusi su osvojili Van u svibnju 1915. 
U to vrijeme general Judenič je vjerovao da su turske snage jako slabe u tom području. Mislio je da imaju najviše četiri divizije. Međutim se prevario, Abdul Kerim paša imao je osam divizija na raspolaganju uz stalni dotok pojačanja. Ruski general na tom bojištu Oganovski bio je jako spor i razmjestio je svoju malobrojnu vojsku u nekoliko pravaca.
Kerim Paša je u srpnju 1915. krenuo u protunapad na jezero Van i pobijedio Ruse u Bitci kod Malazgirta. Rusi su se nakon toga povukli. General Judenič je okupio na brzinu jednu vojsku od 22 000 vojnika, uglavnomKozaka. Ta vojska pod zapovjedništvom generala Baratova osvetila se Turcima za prethodni poraz u Bitci kod Kara Kilise početkom kolovoza 1915. Turci su poraženi i morali su se povući, Rusi su pritom zarobili 6.000 turskih vojnika i mnogo oružja i opreme. U međuvremenu su Turci pobijedili armenske ustanike u kraju oko jezera Van, ali su se zbog poraza kod Kara Kilise ipak morali povući, tako da su Rusi ponovo zauzeli Van. U jeku ruske ofanzive 27. svibnja 1915. osmanski ministar unutrašnjih poslova Talat Paša naredio je prisilnu deportaciju svih Armenaca iz ratne zone (Tehcir zakon) u Siriju i Mosul u Iraku.
Kako su [Rusi prodirali u Armeniju, radili su i na osnutku sebi naklonjene upravne vlasti Zapadne Armenije. Veliki knez Nikolaj je 24. rujna postavljen kao zapovjednik svih ruskih snaga u Armeniji i Iranu. Međutim, stvarno zapovjedništvo nad vojskom ostavio je sposobnom generalu Judeniču.

### 1916.
Obično je tijekom zime vladalo zatišje na frontovima. Turska armija je bila loše opremljena za zimske uvjete. Zbog tog je general Judenič odlučio da ponovno iskoristi zimu i iznenaditi Turke. U siječnju 1916. ruska vojska je tajno krenula prema velikoj osmanskoj tvrđavi Erzurumu, u svom napredovanju su iznenadnim napadom uništili jednu osmansku diviziju.
Dok su se Rusi kretali da osvoje Erzurum druga osmanska divizija bila je uništena 14. veljače 1916. kod grada Tafta, isto tako iznenadnim napadom. Kerim Paša, koji je zaposjeo i branio Erzurum bio je ili nespreman za dugotrajnu opsadu ili suviše nervozan, tako da se iznenadno povukao, umjesto da čvrsto drži zaposjednute položaje. Tako su se Rusi praktički bez borbi ušetali u Erzurum 16. veljače 1916. Od Erzuruma se ruska vojska kretala u dvije napadne kolone. Sjeverno krilo je u travnju zauzelo stari lučki grad Trabzon. Južna kolona je zauzela gradove Muş i Bitlis,  goneći pred sobom demoraliziranu osmansku vojsku.
Osmanska armija je pod novim zapovjednikom Vehip Pašom dobila je zapovijed da Rusima preotme Trabzon. Turska vojska je krenula obalom prema Trabzonu, ali su Rusi zahvaljujući pomoći svojih mornaričkih snaga uspjeli zaustaviti tursku kolonu. General Judenič je na ovaj turski napad odgovorio kontanapadom prema gradu Erzinkanu, te ga zauzeo 2. srpnja 1916. Zbog tog su Turci potpuno zaustavili ofanzivu prema Trabzonu, i prešli u obranu. Jedini uspjeh s turske strane polučio je Mustafa Kemal koji je uspio Rusima preoteti gradove Muş i Bitlis u kolovozu 1916. Međutim, već krajem jeseni Rusi su istjerali Kemalovu vojsku iz tih gradova.

### 1917.
Ruska vojska je imala planove o o daljnjim vojnim koracima protiv Turaka, ali je nenadana Februarska revolucija omela sve daljnje vojne operacije. Nova vlada je postavila generala Judeniča u prilično besmislenu poziciju na Kavkaskoj bojišnici, te se on povukao u mirovinu. Turci su s druge strane bili pod velikim pritiskom britanske vojske u Palestini i Mezopotamiji, pa su zbog toga povukli većinu vojske na južna bojišta. Tijekom cijele preostale 1917. ruska vojska se zbog revolucionarnih zbivanja postupno raspadala, tako da je na kraju spala na nekoliko tisuća dobrovoljaca.
Dana 5. prosinca 1917. godine potpisan je Sporazum o prekidu vatre u Erzincanu između Rusije i Osmanskog Carstva čime je završio oružani sukob.
Između prosinca i veljače, 7. armenskih pukovnija je upućeno na bojišnicu, koju su napuštali ruski vojnici, ostavljajući Armencima sve oružje.

## Pogledajte i ovo
- Genocid nad Armencima

## Vanjske poveznice
- Kavkasko bojište na stranici Turkeyswar.com  Arhivirana inačica izvorne stranice od 14. ožujka 2014. (Wayback Machine)